# Metauranocircita
La metauranocircita és un mineral de la classe dels fosfats que pertany al grup de la metaautunita. Va rebre el nom l'any 1904 per Paul Gaubert per la seva relació deshidratada amb la uranocircita.
Fins al mes de setembre de 2022 s'anomenava metauranocircita-I, canviant el nom a l'actual degut a les noves directrius aprovades per la CNMNC per a la nomenclatura de polimorfs i polisomes.

## Característiques
La metauranocircita és un fosfat de fórmula química Ba(UO₂)₂(PO₄)₂·7H₂O. Cristal·litza en el sistema monoclínic. La seva duresa a l'escala de Mohs es troba entre 2 i 2,5.
Segons la classificació de Nickel-Strunz pertany a «08.EB: Uranil fosfats i arsenats, amb ràtio UO₂:RO₄ = 1:1» juntament amb els següents minerals: autunita, heinrichita, kahlerita, novačekita-I, saleeïta, torbernita, uranocircita, uranospinita, xiangjiangita, zeunerita, metarauchita, rauchita, bassetita, lehnerita, metaautunita, metasaleeïta, metauranospinita, metaheinrichita, metakahlerita, metakirchheimerita, metanovačekita, metatorbernita, metazeunerita, przhevalskita, metalodevita, abernathyita, chernikovita, metaankoleïta, natrouranospinita, trögerita, uramfita, uramarsita, threadgoldita, chistyakovaïta, arsenuranospatita, uranospatita, vochtenita, coconinoïta, ranunculita, triangulita, furongita i sabugalita.

## Formació i jaciments
Va ser descoberta al dipòsit d'urani de la vall de Krunkelbach, a Waldshut, dins la regió de Friburg (Baden-Württemberg, Alemanya). També ha estat descrita en altres indrets d'Alemanya, així com a Portugal, França, Àustria, Txèquia, Polònia, Gabon, el Brasil, els Estats Units i el Canadà.